# Ikat-Gebirge
Das Ikat-Gebirge (russisch Икатский хребет) ist ein Gebirgszug in Transbaikalien in Burjatien.
Der Gebirgszug erstreckt sich über eine Länge von 200 km östlich des Baikalsees zwischen der Bargusin-Senke im Nordwesten und dem Flusslauf der Turka im Süden. Östlich grenzt das Witimplateau an das Gebirge. Die mittlere Höhe der Bergkette liegt bei 1800–2000 m. Die höchste Erhebung reicht bis auf 2573 m.
In tieferen Lagen (auf 800–900 m Höhe) kommt Waldsteppe vor. Darüber schließt sich Lärchentaiga an (an den Nordhängen bis 1200 m, an den Südhängen bis 1700 m). In den höchsten Gebirgsabschnitten herrscht Gebirgstundra vor.